# Bilje

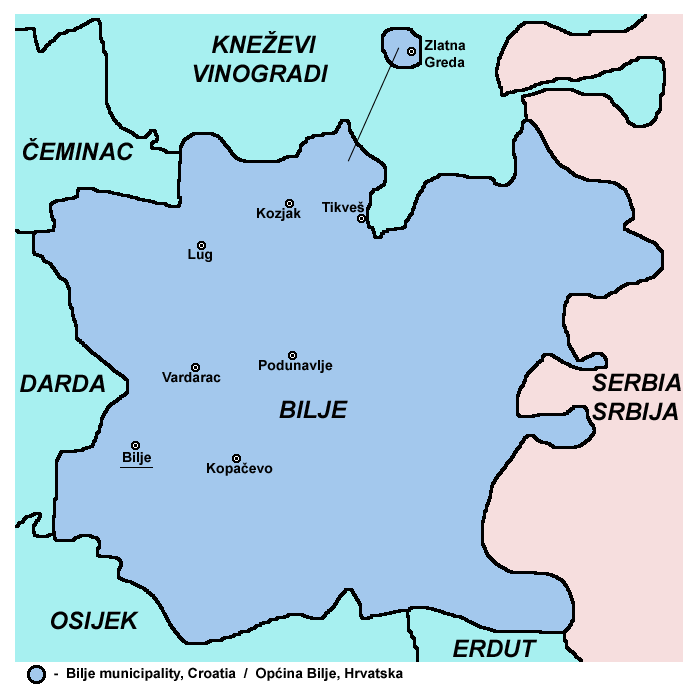
Mapa vesnice Bilje

Bilje je vesnice ležící na okraji přírodního parku Kopački Rit v oblasti Baranja (Osijecko-baranjská župa, Chorvatsko), 8 km severovýchodně od Osijeku v nadmořské výšce 87 metrů.
Hlavními zdroji příjmů jsou zemědělství, chov ovcí a zpracování potravin (např. ve mlýnech).
Zdejší zámek s parkem představuje hlavní turistickou atrakci; park je chráněn jako zahradnická památka.
Sousední opčina Mece je centrem jedné z nejstarších průmyslově-zemědělných družstevních hospodářství v Evropě - Belje.
Kopački Rit, nacházející se nedaleko Mece na soutoku Drávy a Dunaje, je unikátní chráněná mokřadní oblast. Její okolí nabízí mnoho příležitostí pro sportovní lov vysoké zvěře a rybolov.